# Bescat
Bescat é uma comuna francesa na região administrativa da Nova Aquitânia, no departamento dos Pirenéus Atlânticos. Estende-se por uma área de 6,78 km². Em 2010 a comuna tinha 255 habitantes (densidade: 37,6 hab./km²).